# Oscar Paquay
Oscar François Benoît Paquay (Lessen, 5 december 1851 - aldaar, 20 juli 1899) was een Belgisch volksvertegenwoordiger.

## Levensloop
Geboren in een katholieke familie studeerde Paquay aan het college in Edingen en aan de normaalschool van Antwerpen, alvorens een opleiding theologie te volgen aan het Séminaire des Missions étrangères in Parijs. Vervolgens was hij tien jaar lang aan de slag als leraar en vertaler in Duitsland en het Verenigd Koninkrijk.
Na zijn terugkeer naar België in 1889 raakte Oscar Paquay in de ban van het socialisme. In Lessen was hij betrokken bij de oprichting van een arbeidersliga en een vakbond voor steenhouwers, die in 1892 een gebouw liet optrekken dat moest dienstdoen als volkshuis en waar in 1893 de consumptiecoöperatieve La Sociale werd gesticht, waarvan Paquay de bezieler was. Ook was hij betrokken bij de stichting van een socialistische propagandakring, schreef hij meerdere brochures over het socialisme en werkte hij mee aan Le Peuple, het orgaan van de Belgische Werkliedenpartij.
In oktober 1894 werd hij verkozen tot socialistisch volksvertegenwoordiger voor het arrondissement Zinnik, in het jaar van de grote doorbraak van socialistische verkozenen, dankzij het in werking treden van het algemeen meervoudig mannelijk stemrecht. Hij vervulde zijn mandaat in de Kamer tot aan zijn dood in juli 1899, waarna hij werd opgevolgd door René Branquart. In Lessen heeft de gemeente een straat naar hem genoemd.

## Publicatie
- Le prolétaire urbain et rural, Brussel, 1895.